# Gave de Jéret
Il Gave de Jéret è un fiume pirenaico a regime nevoso, che scorre nel dipartimento degli Alti Pirenei.

## Descrizione
Il nome Jéret deriva dal dialetto guascone, dove la parola jer significa pascolo: nei pressi del fiume è infatti presente una prateria, utilizzata per il pascolo delle mucche. Dalla lunghezza di circa 4 km, il gave de Jéret si genera nei pressi del Pont d'Espagne, dall'unione del gave de Gaube con il gave du Marcadau. Il suo percorso è abbastanza impetuoso e ricco di cascate: termina nei pressi della località de l'Arraillère, dove si congiunge con il gave de Lutour, formando il gave de Cauterets.